# Sportpark (Kolozsvár)
Koordináták: é. sz. 46° 45′ 55″, k. h. 23° 33′ 30″46.765278°N 23.558333°E

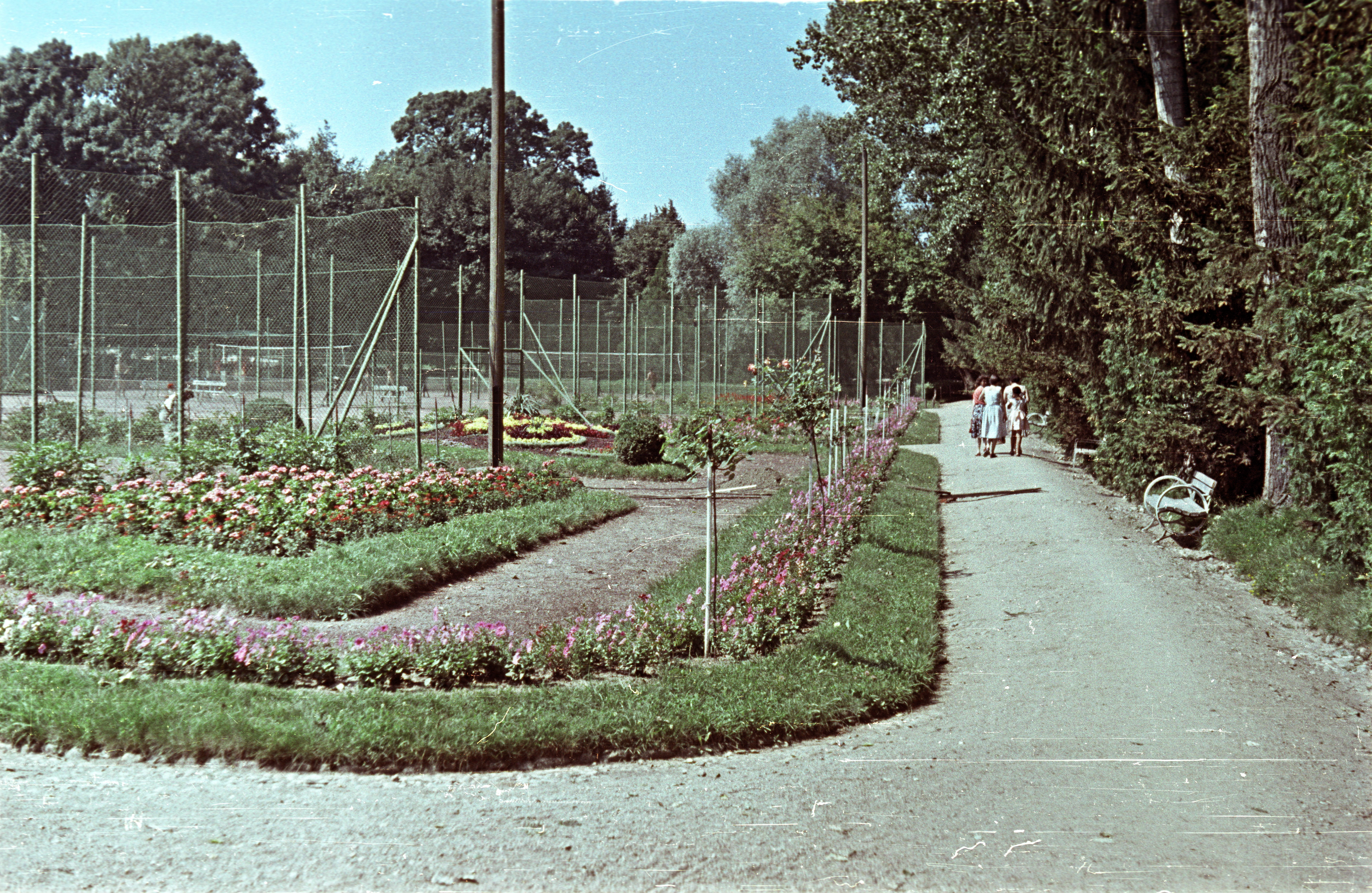
A park teniszpályái 1961-ben

A kolozsvári Sportpark (románul: Parcul Sportiv Universitar „Prof. dr. Iuliu Haţieganu”) a Kis-Szamos és a Malomárok közötti 25 hektárnyi területen található sportlétesítmény és park, a valamikori Csikós-kert helyén. A romániai műemlékek  jegyzékében a CJ-II-s-B-07464 sorszámon szerepel.
A sportpark kialakítását az 1930-as évek elején kezdeményezte dr. Iuliu Hațieganu, az egyetem akkori rektora, 8 évesen elhunyt fia emlékére. A parkot 1935–36-ban alakították ki a Mihály királyról elnevezett parkból és az ASTRA (Asociația Transilvană pentru Literatura Română și Cultura Poporului Român) sporttelepéből Kovács Gyula városi mérnök terve alapján. A park tervét az 1936-os berlini olimpiai játékok alkalmával megrendezett sportépítészeti kiállításon bronzéremmel díjazták. Az épületeket Moll Elemér tervezte.
Eredetileg II. Károly román király, 1940 és 1945 között Horthy Miklós, 1945 és 1948 között I. Mihály román király nevét viselte. 1948 után Egyetemi sportpark volt a neve, majd Victor Babeșről nevezték el, jelenleg pedig Iuliu Hațieganu nevét viseli.
Az avatáskor Károly király az uszoda és a lövölde között a frissen öntött betonba lépett, hogy ily módon örökítse meg lábnyomát az utókor számára. Ezt a betonlapot a pártállamban összetörték és eltüntették.
Jelenleg a parkban három labdarúgópálya, egy rögbipálya, 11 teniszpálya, atlétikai pálya, fedett atlétikai pálya, több tornaterem, valamint egy olimpiai méretű uszoda található. A park 2/3-a zöldterület. 1999 óta a parkban működik a Babeș–Bolyai Tudományegyetem (BBTE) testnevelés-sport szakkönyvtára is.